# Viking–2
A Viking–2 az Egyesült Államok űrszondája volt, amelyet a Viking-program keretében küldött a Marshoz. Testvérszondájához, a Viking–1-hez hasonlóan leszálló és keringő egységből állt, amelyekkel a vörös bolygó felderítésére küldött első komplex kutatási programot végezte el.

## A szonda
Az USA első, leszállásra szánt marsszondája két fő egységből állt: leszállóegységből és keringő egységből. A szonda együttesen elérte a 3527 kg-os tömeget, amelyből a leszállóegység 572-, a keringő egység 883 kg üres tömeget képviselt. A szondával az első hosszútávú, komplex marsi megfigyelési program végrehajtását irányozták elő a tervezők. A leszállóegység/keringő egység páros egymást kiegészítve mind lokális, mind globális információkat tudott szolgáltatni a vörös bolygóról.

### A leszállóegység
A szonda leszállóegységét a marsi légkörbe lépés túlélésére, sima talajt érésre és végül tudományos program elvégzésére tervezték. 
A szonda teste egy szabálytalan hatszög alakú vázszerkezetre épült: a hatszög hosszabbik oldala 1090 mm, a rövidebb oldala 560 mm. A talajon három, lökéscsillapítóval felszerelt, 1,3 méter magas láb tartotta meg a szondát, amelyek kör alakú talpakban végződtek. 
A földi felszállás előtt sterilizálták a leszállóegységet, majd  hermetikus burkolattal látták el, amely az ellen védte az egységet, hogy valamilyen földi mikroorganizmus hozzáférkőzhessen és azt elvigye a Marsra (és esetleg azt mutassa ki marsi élőlényként a kísérletek során). Ilyen földi mikrobafertőzés korábban a Surveyor-programban is történt, a Surveyor–3 a Holdra vitt streptococcus mitis baktériumokat.
A leszállást ejtőernyő és fékezőrakéták kombinált alkalmazásával hajtotta végre a Viking–2 (egy 16 méter átmérőjű fő fékezőernyő lassított 1,5 km magasságig, majd ott fékezőrakéták kapcsolódtak be automatikusan és egészen a talajtérésig működésben maradtak). A fékezőernyők egy szokatlanul hosszú, 30 méteres függesztéken kapcsolódtak a szondatesthez.  A marsi légkör ugyan ritka, de még mindig komoly hőterhelést jelent a leszállás, a Viking szondák 1500 °C-ra hevültek a légköri súrlódástól, így a szondát hőpajzzsal is felszerelték. (Összehasonlításul: a földi légköri visszatérésnél elméletileg 7500 °C is kialakulhat, a megszokott hőmérsékleti csúcsérték 2000 °C fölött van.)
Az egység energiaellátását két darab SNAP-19 plutónium generátor biztosította. Ez az eszköz – hivatalos nevén radioizotópos termoelektromos generátor (RTG) – plutónium-236 izotóp felhasználásával termel elektromos áramot.  A viszonylag kisméretű (28 cm magas, 58 cm átmérőjű) generátorokat a szonda két átellenes oldalán rögzítették. Ez az energiaforrás 30 W teljesítménnyel szolgáltatott folyamatos energiát, 4,4 V feszültség mellett. Ennek az energiaforrásnak egy másik altípusát, a SNAP-27-et használták az Apollo-program során az ALSEP műszerkészlet energiaellátásához. A tervezői azért választották ezt az energiatermelési módot, mert így folyamatos működést lehetett biztosítani, nem függött a szonda a megvilágítási viszonyoktól és a portól – a napelem éjszaka nem termel áramot, és ahogy koszolódik, úgy romlik a hatásfoka. A választás sikeres volt, a szonda áramellátása 6 évig folyamatos volt.
A leszállóegység leszállás közbeni önálló repülését több rakétarendszer biztosította. A fékezőrakéták négy külön csokorban helyezkedtek el a testen, összesen 12 fúvókával. A rendszer 32 N tolóerőt produkált, ezzel 180 m/s-os sebességváltozásra tudta késztetni a nagy tömegű szondát. Emellett a program szerint a szerkezet különböző tengelyek körüli elfordítását is ezen fúvókák aszimmetrikus működtetésével lehetett megoldani. A hajtóanyag hidrazin volt. A leszállás utolsó fázisában bekapcsolódó leszállórendszer rakétáiból hármat szereltek 120 fokonként a szonda vázára. Ezek a hidrazin-hajtóművek sokkal erőteljesebbek voltak, és a tolóerejük is változtatható volt 275 N és 2667 N között. A hajtóanyagul használt hidrazint tisztítási eljárásnak vetették alá, hogy a talajjal érintkezve ne szennyezze be azt.
A kommunikáció két 20 W-os erősítővel megtámogatott 20 W-os adón keresztül zajlott, a parabolaantennán keresztül ezeken a csatornákon közvetlenül a Földdel lehetett összeköttetést teremteni, – a Föld és a Mars helyzetétől függően – 253-1012 bit/másodperc átviteli sebességgel. Rendelkezésre állt még egy kisebb teljesítményű antennarendszer is, tartalékul. Ezen kívül egy 30 W-os UHF rádióadó a keringőegységet átjátszóadóként használva tudott adatokat sugározni, ennek átviteli sebessége 16 200 bit/másodperc volt. Az adatok tárolására egy 40 Mbit tárolókapacitású magnetofon szolgált, valamint a fedélzeten helyet kapott egy 6000 parancsszót a memóriájába fogadni képes fedélzeti számítógép.
A "hasznos tömeg" a szonda műszerparkja volt, összesen 91 kg tömeggel. A Viking–2 műszerei:
- panoráma kamera (2 db)
- gázkromatográffal egybeépített tömegspektrométer
- szeizmométer
- meteorológiai állomás
- talajmintavevő kar

### A keringő egység

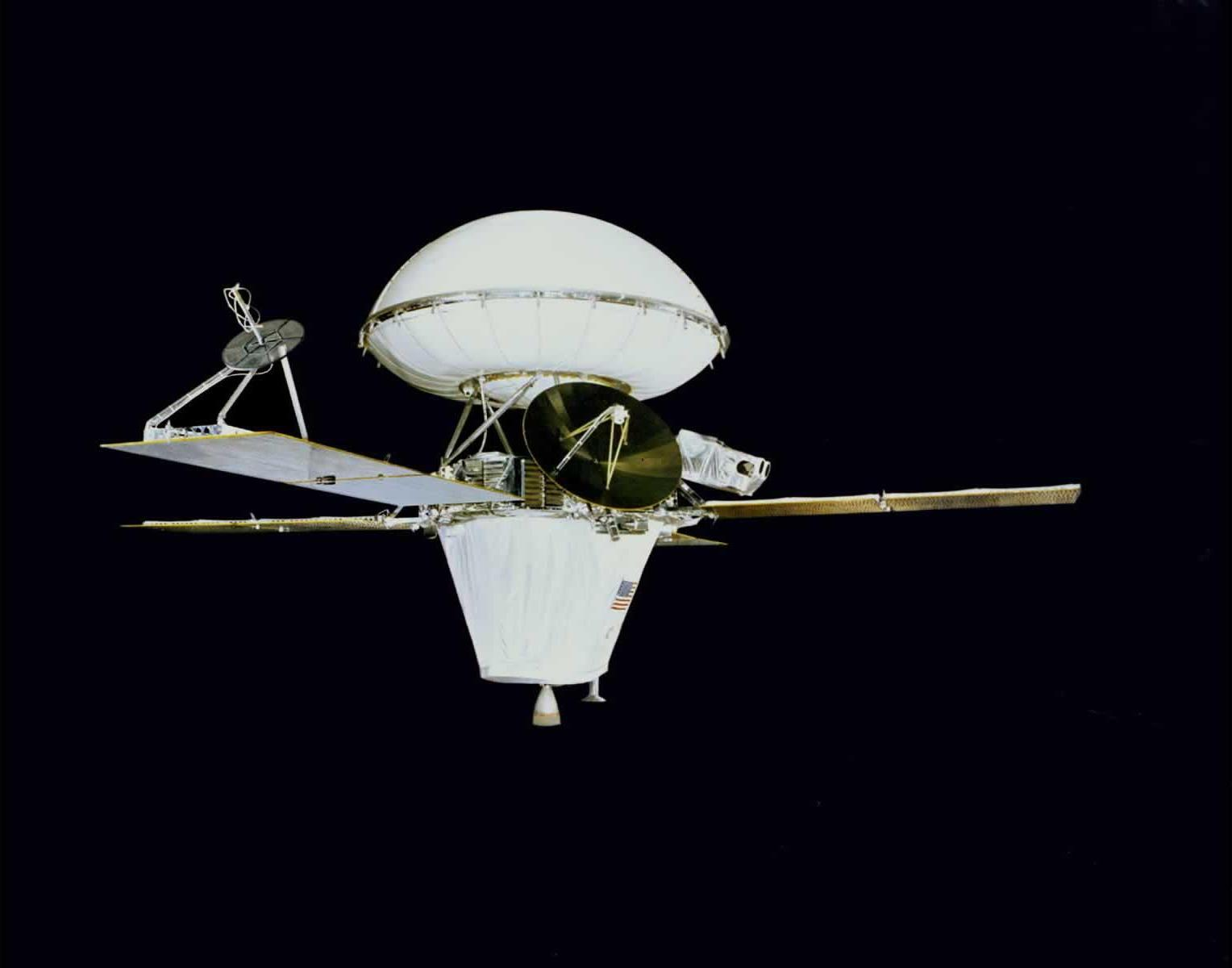
A Viking orbiter

A Viking–2 keringőegysége kettős feladatot látott el. Egyrészt maga is tudományos megfigyelési programot végzett, másrészt rádióátjátszó állomásként funkcionált a leszállóegységnek. A dizájn a Mariner–9-en – egy 1971-ben a Marshoz küldött sikeres szondán – alapult. Az alap platform, az űrszonda teste egy 2,5 méter fesztávolságú nyolcszög volt, négy hosszabb (1397 mm-es) és négy rövidebb (508 mm-es) oldallal. Az alap platformon összesen 16 különböző  moduláris műszerrekeszt helyeztek el – hármat-hármat a hosszú, egyet-egyet a rövidebb oldalakon -. A keringőegység (leszállóegység alul levő csatlakozási pontjától a hordozórakéta felül elhelyezett rögzítési pontjáig – 3,29 m magas volt. A kibocsátott napelemtáblákkal 9,7 m fesztávolságú volt. Tömege feltöltve 2328 kg volt, amelyből a hajtóanyag 1445 kg-ot tett ki. 
A szonda energiaellátását napelemekkel oldották meg. A négy napelemszárnyon 34 800 fényérzékeny cella termelt energiát (15 négyzetméteren), összesen 620 W-ot. Emellett rendelkezésre állt még energiatárolásra 2 db 30 Ah-ás nikkel-kadmium akkumulátor is. A stabilizációt 6 giroszkóppal, valamint a napra és a csillagokra tájolt navigációs rendszerrel oldották meg. A szonda hossztengelyét a Napra stabilizálták, a szenzorok a Nap helyzetéhez képest nem engedték meg a tengely bólintó, vagy legyező irányú elmozdulását, a tengely körüli nem kívánt elfordulást pedig a Canopusra irányzott csillagérzékelő szenzor akadályozta meg. A kétoldalú kapcsolatot több rádióadó tette lehetővé: egy 20 W teljesítményű, 2,3 GHz-en sugárzó, és egy 8,4 GHz-en forgalmazó adó, az előbbihez 2 db TWTA erősítő csatlakozott. Az adatok fogadását egy 2,1 GHz-en működő vevő biztosította az 1,5 méter átmérőjű parabolaantennán és egy másik (kisebb teljesítményű) fix rúdantennán keresztül. A tudományos adatok tárolására egy kazettás magnetofont használtak, amelynek 1280 Mbit tárolókapacitása volt.
A tudományos műszerek egy csoportjának (a légköri vízpára mérőeszközének, az infravörös térképező kamerának és egy látható fény tartományában működő kamerának) külön hőmérsékletszabályozott, forgatható rekeszt alakítottak ki a fő platformon. A műszerpark összesen 72 kg-ot tett ki az össztömegen belül.

## A küldetés

### Az odaút
A második Viking-szonda 1975. szeptember 9-én indult – három héttel a testvérszonda startja után – egy Titan/Centaur rakétán. A start váratlanul izgalmasra sikeredett: hét perccel a start tervezett időpontja előtt a meteorológusok riasztást adtak, miszerint ha 10 percen belül nem indul a Viking, akkor le kell fújni a startot, a Cape Canaveral felé beúszó felhőfront és az azt kísérő szél miatt. A start pontosan a számított időben történt – majd  eleredt az eső, amely a következő egy órában zuhogott. A starttól alig telt el 8 perc, amikor a szondával megszakadt minden kapcsolat. Hat perc elteltével azonban helyreállt, mintha mi sem történt volna.
Az odaúton csak egy kisebb hiba zavarta meg a repülést, az akkumulátortöltő nem válaszolt a parancsokra, így nem sikerült az akkukat feltölteni sem. A földi kontrollpéldányon végzett néhány napos tesztsorozat után aktiválták a tartalék akkutöltőt, amellyel a szonda végigrepülte a küldetést.

### A leszállás
A Viking–2 leszállóegysége az Utopia Planitia-n landolt, az északi szélesség 48,269°, nyugati hosszúság 225,99°-án, a Mie krátertől 200 kilométerre nyugatra. A radar a leszállásnál helytelenül érzékelt egy nagyobb sziklát, vagy a felszín radarreflexiója volt magasabb az eszköz kalibrációjában szereplő értéknél, így a helytelen magasság-adat miatt a hajtómű 0,4 másodperccel tovább működött a kelleténél, összezilálva a felszínt és felverve a port (az elsődleges cél a marsi organizmusok védelmében a minél simább leszállás lett volna, amely során a felső talajréteget a lehető legkevesebb hatás éri). A véletlen ráadásul úgy hozta, hogy az egység egyik lába egy kövön állapodott meg, ezért az egész szerkezet 8,2°-kal megdőlt.

### Marsfelszíni vizsgálatok

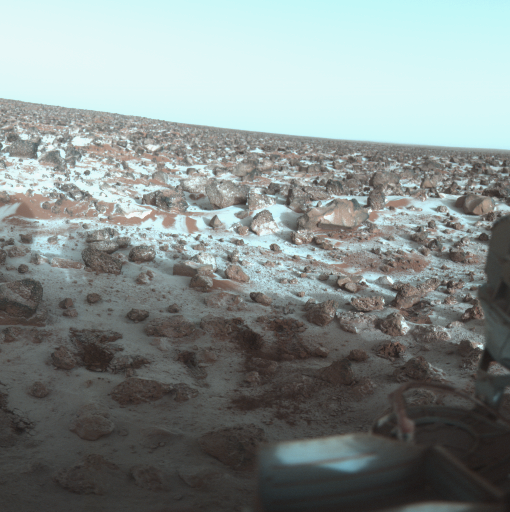
A Viking-2 leszállóhelyén kifagyott szén-dioxid zúzmara borítja a felszínt

A legkevesebb sikert hozó kísérletsorozat a szeizmométeres méréseké volt, a rengésérzékelőknek mindössze egyetlen szeizmikus eredetű eseményt sikerült érzékelni.
Az időjárási kísérletek része volt a folyamatos hőmérsékletmérés. A Viking–2 északi félgömbön levő leszállóhelyén a téli porviharok idején mért legmagasabb nappali hőmérséklet 4 °C, míg a legalacsonyabb éjszakai hőmérséklet -120 °C volt. (Összehasonlításul a Viking-1 déli leszállóhelyén ezek az értékek -14 °C és -77 °C voltak.) Az éjszakai hőmérséklet a szén-dioxid kifagyási pontja környékén van, ezért a téli időszakokban a szonda körül szárazjég zúzmarát sikerült megfigyelni a szonda kameráinak.
A légnyomás értékek összhangban voltak a hőmérséklettel és az ezzel kapcsolatos széndioxid körforgással: a marsi légnyomás télen 7,3 mbar, nyáron 10,8 mbar volt ezen a leszállóhelyen (a Viking-1 értékei 6,8- és 9,0 mbar volt, a Földön pedig ugyanez tengerszinten 1000 mbar).

## Külső hivatkozások

### Magyar források
- Almár Iván – Horváth András: Újra a Marson (Springer, 1997)

### Külföldi források
- Viking-2 Orbiter – NSSDC Master Catalog
- Viking-2 Lander – NSSDC Master Catalog